# USS Grouper (SS-214)
USS Grouper (SS-214) – amerykański okręt podwodny typu Gato, pierwszego masowo produkowanego wojennego typu amerykańskich okrętów podwodnych.